# Датта, Лара
Лара Датта (англ. Lara Dutta; род. 16 апреля 1978 года) — индийская модель и актриса, посол Доброй Воли и Мисс Вселенная 2000 года. Лауреат Filmfare Award за лучшую дебютную женскую роль.

## Биография
Лара Датта родилась в Газиабаде, недалеко от Дели, штат Уттар-Прадеш, в семье пенджабца Л. К. Датта — подполковника авиации в отставке, и Дженнифер Датт, шотландки, 16 апреля 1978 года. У Лары также есть две сестры.
В 1981 году её семья переехала в Бангалор, где позднее Лара окончила среднюю школу, а затем бомбейский университет — факультет экономики. Лара получила диплом MBA по специальности маркетинг и средства связи. С детства мечтала работать в модельном бизнесе и сниматься в кино.
И в возрасте 16 лет уехала из Бангалора в Мумбаи, чтобы осуществить свою мечту. Довольно скоро она стала топ-моделью, а также проявила себя в рекламном бизнесе, в частности рекламировала косметику L’Oréal, снялась в музыкальном клипе «Tu chaalu hai Re».
В 2000 году в конкурсе Femina Miss India. На конкурсе Мисс Вселенная 2000, проходившем на Кипре, Лара победила в жесткой конкуренции. Все судьи единогласно проголосовали за индийскую девушку.
После победы Лару стали приглашать сниматься в кино и в рекламных клипах, и она на два года поселилась в Нью-Йорке.
Лара также победила на конкурсе Мисс Интерконтиненталь в 1997 году.
Лара Датта стала второй индианкой после Сушмиты Сен, победившей в престижном конкурсе красоты. В тот же год на конкурсе Мисс мира победила индианка Приянка Чопра, а на конкурсе Мисс Азия-Океания — Дия Мирза, что стало тройной победой Индии.
При поддержке спонсоров она приняла участие в кампании по борьбе со СПИДом, работала в программах по лечению наркомании и зараженных венерическими болезнями. В начале декабря 2001 года она приняла участие во Всемирном дне ООН по борьбе со СПИДом и стала официальным послом доброй воли Фонда ООН в области защиты населения.
Актёрский дебют Лары Датты состоялся в фильме Andaaz (2003), где она снялась вместе с Акшаем Кумаром.

## Личная жизнь
Датта недолго встречался с американским профессиональным бейсболистом Дереком Джетером.Она встречалась с актёром бутанского происхождения Келли Дорджи в течение 9 лет, прежде чем их отношения закончились в 2007 году. С 2008 по 2009 год он недолго состояла в отношениях с актером Дино Мореа В сентябре 2010 года она обручилась с индийским теннисистом Махешем Бхупати. Их свадьба состоялась 16 февраля 2011 года. 20 января 2012 года у пары родилась дочь Саира.

## Фильмография
| Год  |   | Русское название           | Оригинальное название    | Роль                                     |
| ---- | - | -------------------------- | ------------------------ | ---------------------------------------- |
| 2003 | ф | Любовь над облаками        | Andaaz                   | Каджал Сингхания                         |
| 2003 | ф | Радость моя                | Mumbai Se Aaya Mera Dost | Кесар                                    |
| 2004 | ф | Долг превыше всего         | Khakee                   | танцовщица в песне «Aisa Jadoo»          |
| 2004 | ф | Отрываясь по полной        | Masti                    | Моника                                   |
| 2004 | ф | Преступная ложь            | Bardaasht                | адвокат Пайял                            |
| 2004 | ф | Гордость                   | Aan: Men at Work         | Киран                                    |
| 2004 | ф |                            | Arasatchi                | Лара                                     |
| 2005 | ф | Людские заботы             | Insan                    | Мегхна                                   |
| 2005 | ф | Схватка                    | Elaan                    | Сония                                    |
| 2005 | ф | В тисках предательства     | Jurm                     | Миссис Снжана Мальхотра                  |
| 2005 | ф | Глаз Тигра                 | Kaal                     | Ишика                                    |
| 2005 | ф | В водовороте неприятностей | No Entry                 | Каджал                                   |
| 2005 | ф | Телохранитель              | Ek Ajnabee               | Анамика (взрослая)                       |
| 2005 | ф | Друзья навсегда            | Dosti: Friends Forever   | Каджал                                   |
| 2006 | ф | Узник прошлого             | Zinda                    | Дженни Сингх                             |
| 2006 | ф | Слепая любовь              | Fanaa                    | Зинат                                    |
| 2006 | ф | Чужой                      | Alag: He Is Different    | камео                                    |
| 2006 | ф | В бегах                    | Bhagam Bhag              | Мунни / Ниша Чаухан / Адити Десаианджа   |
| 2007 | ф | Встреча подарившая любовь  | Jhoom Barabar Jhoom      | Анаида Раза / Лайла                      |
| 2007 | ф | Когда одной жизни мало     | Om Shanti Om             | камео в «Deewangi Deewangi»              |
| 2007 | ф | Партнёр                    | Partner                  | Наина Сахани                             |
| 2008 | ф | Эту пару создал Бог        | Rab Ne Bana Di Jodi      | камео в песне Phir Milenge Chalte Chalte |
| 2009 | ф | Биллу                      | Billu                    | Биндия Пардеси                           |
| 2009 | ф | Не беспокоить              | Do Knot Disturb          | Долли                                    |
| 2009 | ф | Голубая бездна             | Blue                     | Мона                                     |
| 2010 | ф | Полный дом                 | Housefull                | Хитал                                    |
| 2011 | ф | Дон. Главарь мафии 2       | Don 2: The King is Back  | Айеша                                    |
| 2011 | ф | Поездка в Дели             | Chalo Dilli              | Михика Банерджи                          |
| 2013 | ф | Дэвид                      | David                    | Гаятри / Нилам                           |
| 2015 | ф |                            | Singh Is Bliing          | Эмили                                    |
| 2016 | ф |                            | Azhar                    | Мира Верма                               |
| 2019 | с | Поместье в Индии           | Beecham House            | Begum Samru                              |